# 福原尚虎
福原 尚虎（ふくはら たかとら、1968年2月18日 - ）は、秋田県大仙市（出生時は大曲市）出身のDJ、ラジオパーソナリティ。

## 人物
- 血液型B型。身長172cm、体重70kg。
- 趣味：音楽鑑賞、ラジオ、旅行、プロレス鑑賞
- 受賞歴：2006年「Livehouse Dead or Alive」日本民間放送連盟エンターテイメント部門優秀賞受賞

## 来歴
- 1986年に上京し、専門学校卒業後、横浜「リトル・ダーリン」でDJ経験を積む。
- 1995年、 FMヨコハマの開局10周年特番に抜擢されて以来、レポーターとして神奈川県の全市区町村を踏破する。
- 1999年、「ラジオ黄金時代MIDNIGHT BEAT」 では、理想とするロックDJスタイルの確立に挑む。
- 2000年にスタートしたFMヨコハマのインディーズ専門番組「YOKOHAMA MUSIC AWARD」では600組を超えるアーティストを紹介、関連イベントを手掛け、ASIAN KUNG-FU GENERATION、RADWIMPS等、多くのメジャーデビューアーティストが巣立つ。
- 2004年にスタートしたテレビ神奈川インディーズ専門番組「YOKOHAMA MUSIC EXPLORER」では、横浜のインディーズ・シーンの評価の機運の高まりを受け、地元FM、テレビが連動した連動プロジェクトとなり、横浜の音楽シーンに一石を投じる存在となる。

大曲で生まれ育った福原は幼いころからラジオをよく聴く少年だったという。夢中になって聴いていたのがKTWR。当初は95年デビューの「こども探検隊」の隊長役でこれもまたFMヨコハマの企画であった。99年JFN系全国ネットの番組では前述の「理想とするロックDJスタイル」を求められて抜擢される。当時のプロデューサー曰く「リスナーに悪態をつきまくる最狂最悪のDJ」。反響がすさまじい分、大量の誹謗中傷も寄せられたという。他方でFMヨコハマでは多くのアーティストをストリートで見続けた。可能性を感じれば追いかけ、番組に反映させていくなどしていった。この功績が認められ2007年の民間放送連盟・ラジオエンターテイメント部門優秀賞を受賞。これはFMヨコハマにおいても開局以来の快挙であるという
- 秋田県大仙市の コミュニティFM局FMはなびにて開局準備時にアドバイザーとして関わったのち、パーソナリティを務め、2018年時点で放送局長を担当。

## 現在の出演番組

### ラジオ
- だいせんまるごと120（FMはなび）

## 過去の出演番組

### テレビ
- YOKOHAMA MUSIC EXPLORER（tvk、2004年11月 - 終了）
- アロハ天国（EXエンタテイメント、毎週土曜日21:00 - 22:30）ナレーター

### ラジオ
- ラジオ黄金時代MIDNIGHT BEAT（JFN系列、1999年 - 2001年）
- YOKOHAMA MUSIC AWARD（FMヨコハマ、2000年7月 - 2008年3月）
- City Night Law（JFN系列、2001年4月2日 - 2003年9月）
- The Street Fighters @横浜（FMヨコハマ tre-sen内、毎週水曜日金曜日 20:46 - 20:51）
- わが町 わが村 わがラジオ（FMはなび）
- 花咲きレディオ（FMはなび）